# Phylomictis arctans
Phylomictis arctans är en fjärilsart som beskrevs av Lucas 1900. Phylomictis arctans ingår i släktet Phylomictis och familjen plattmalar. Inga underarter finns listade i Catalogue of Life.